# Stuart Hailstone
Stuart Hailstone, né le 12 avril 1962 au Cap et mort le 26 août 2020, est un joueur professionnel de squash représentant l'Afrique du Sud et l'Écosse. Il atteint en août 1987 la 14e place mondiale sur le circuit international, son meilleur classement. Il est champion d'Afrique du Sud à trois reprises entre 1986 et 1991.

## Biographie
Il naît en Afrique du Sud, grandit au Zimbabwe et il est basé en Angleterre durant sa carrière professionnelle. Il est champion d'Afrique du Sud à trois reprises en 1986, 1989 et 1991. Il cause une des plus grandes surprises de l’histoire su squash en 1990 lorsque issu des qualifications, il s'impose au premier tour face au champion du monde Jansher Khan. À la fin de l'apartheid, il représente l'Afrique du Sud aux championnats du monde par équipes 1993.
Il meurt des suites d'un accident vasculaire cérébral alors qu'il se remettait d'une septicémie en août 2020.

## Palmarès

### Titres
- Championnats d'Afrique du Sud: 3 titres (1986, 1989, 1991)

### Finales
- Championnats d'Afrique du Sud: 2 finales (1988, 1992)